# Suspension Flexicoil

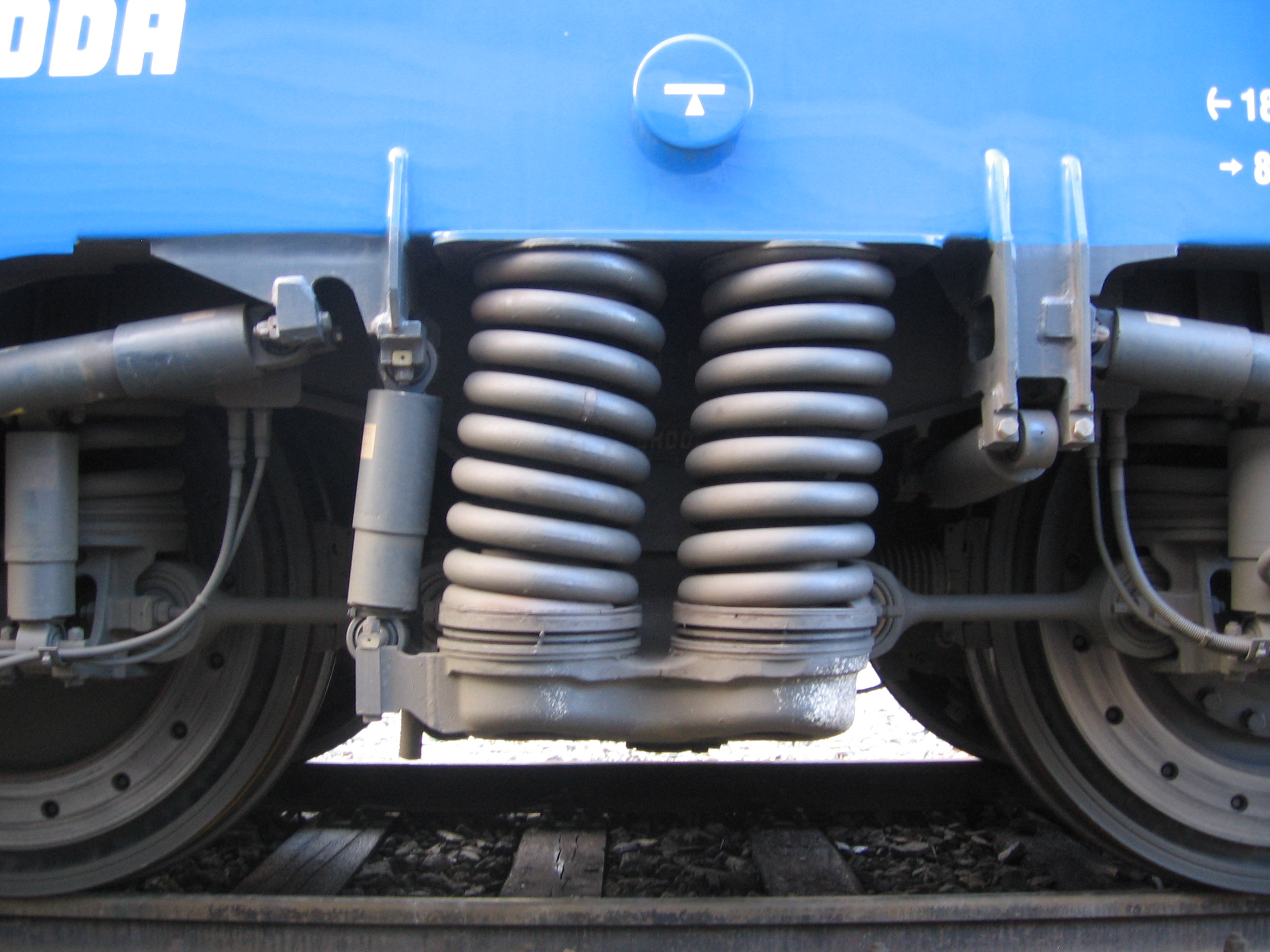
Bogies Skoda Flexicoil sur une classe ČD 380

La suspension Flexicoil est un type de suspension secondaire pour les véhicules ferroviaires, comportant généralement des ressorts hélicoïdaux en acier entre les bogies et la caisse du véhicule (que ce soit une voiture pour voyageurs, un wagon de marchandises ou une locomotive). Les systèmes de suspension utilisant des ressorts en acier sont plus courants que ceux avec des ressorts pneumatiques, car ils sont moins coûteux à fabriquer, relativement résistants à l'usure et nécessitent moins d'entretien.

## Histoire
Si la suspension à lames s'est développée très tôt dans le secteur du transport, et a été adoptée par le monde ferroviaire, des suspensions à ressort ne sont installées sur des locomotives en Espagne, en Union soviétique et en Afrique qu'à partir des années 1930. En Allemagne, les suspensions Flexicoil ont été utilisées pour la première fois dans les années 1950 sous les locomotives électriques rapides, notamment la Série 103.
Entre 1969 et 1971, British Rail a effectué des tests de bogies Flexicoil modifiés sous une classe 86, l'objectif était de réduire les dommages causés à la voie par ces motrices. À la suite de ces tests concluants, toutes les locomotives de la classe 86 ont été dotées de ce type de bogies dans les années 1970 et 1980,,.

## Caractéristiques
Les ressorts d'une suspension Flexicoil sont en acier, en saillie du bogie et parfois également de la caisse; à l'intérieur de chaque ressort se trouve un dôme sphérique en caoutchouc qui peut absorber une certaine compression horizontale tout en limitant la dérive du ressort à qui il sert donc de pivot. Celui-ci est fixé soit à la caisse du véhicule, soit au châssis du bogie (alors le ressort est quant à lui fixé à l'autre extrémité). De ce fait, chaque ressort se trouve cisaillé lorsque le bogie pivote.
Les forces verticales en compression sont partiellement absorbées par les ressorts, mais la tenue de la caisse à grande vitesse doit être complétée par des amortisseurs hydrauliques complémentaires joignant la caisse au bogie et positionnés verticalement. ceux-ci évitent également la propagation de vibrations, voire l'entrée en résonance des ressorts et de la caisse.
Dans les voitures voyageurs équipées d'une suspension flexicoil, les ressorts sont la seule liaison mécanique entre le bogie et la caisse de la voiture. Dans les types de matériel roulant à suspension flexicoil plus lourds, un pivot de bogie équipé de roulements caoutchouc-métal est utilisé pour assurer le transfert de couple entre le bogie et la caisse (ainsi que la rame qui lui est attelée). Dans certains cas, des barres de traction sont également présente à cet effet (comme pour la locomotive italienne de la série D.445).